# Bajramovci
Bajramovci (macedónul: Бајрамовци) település Észak-Macedóniában, a Délnyugati körzet Centar Zsupa-i járásában.

## Népesség
| Lakosok száma | 241  | 248  | 254  | 257  | 177  | 104  |
|               | 1971 | 1981 | 1991 | 1994 | 2002 | 2021 |

2002-ben 177 lakosa volt, akik mindannyian törökök.